# Mor Gribs Hule

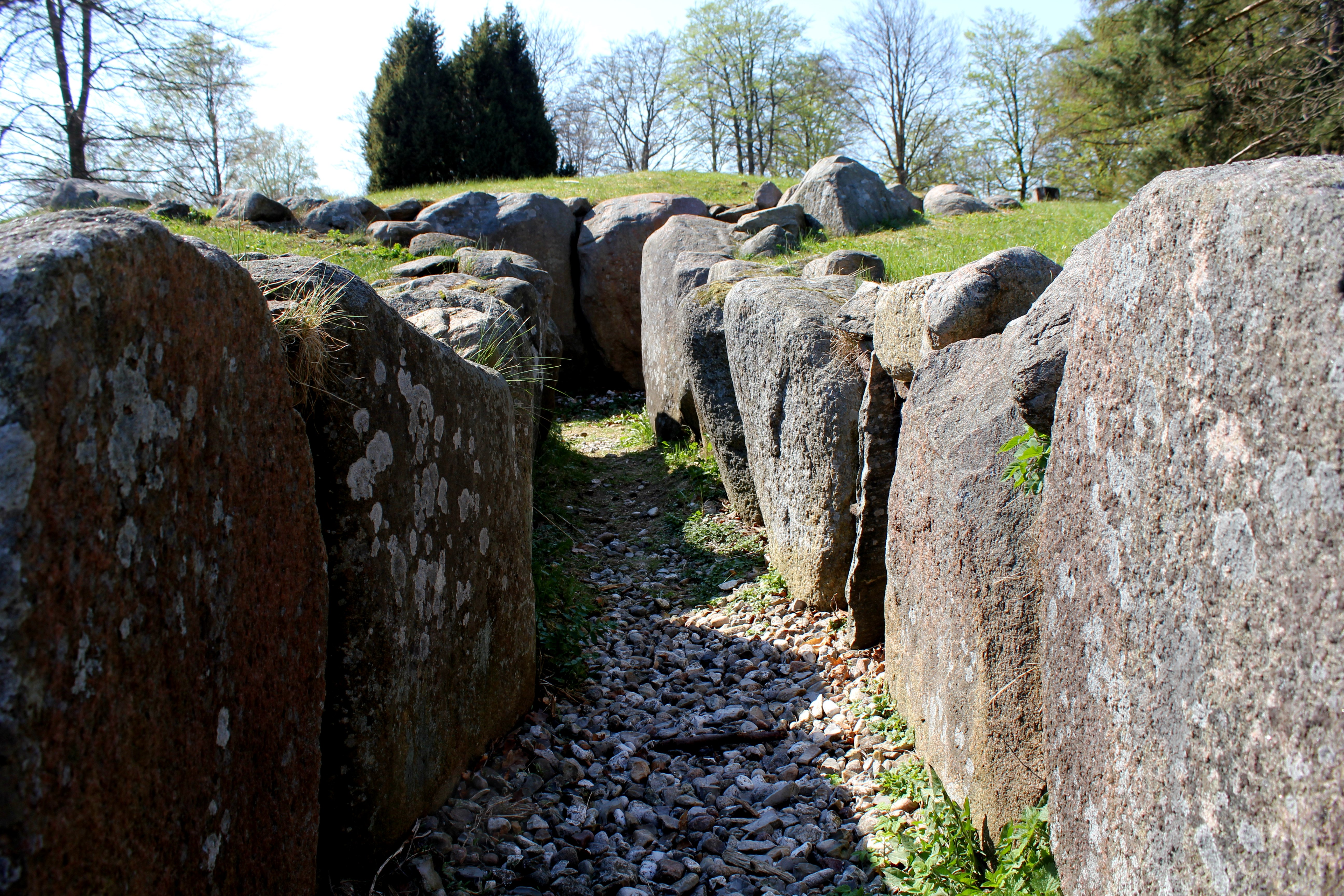
Mutter Gribs Höhle - Der Zugang

Mor Gribs Hule (deutsch „Mutter Gribs Höhle“) liegt südlich vom Dorf Kagerup im Grib Skov (Wald) südöstlich von Helsinge und nördlich von Hillerød unweit des Helsingevej auf der dänischen Insel Seeland. Es ist eine Megalithanlage der Trichterbecherkultur (TBK), die zwischen 3500 und 2800 v. Chr. entstand. Das Ganggrab ist eine Bauform jungsteinzeitlicher Megalithanlagen, die aus einer Kammer und einem baulich abgesetzten, lateralen Gang besteht. Diese Form ist primär in Dänemark, Deutschland und Skandinavien, sowie vereinzelt in Frankreich und den Niederlanden zu finden. Neolithische Monumente sind Ausdruck der Kultur und Ideologie neolithischer Gesellschaften. Ihre Entstehung und Funktion gelten als Kennzeichen der sozialen Entwicklung.

## Beschreibung
Im Jahr 1877 rettete der spätere Direktor des Nationalmuseums Sophus Müller (1846–1934) das Ganggrab vor der Zerstörung und ließ es unter Denkmalschutz stellen. 1990 wurde es zuletzt restauriert. Der Name leitet sich von einer Volkssage ab, die von einer Zauberin Mutter Grib zu berichten weiß, die Reisende auf Abwege lockte und von ihren Söhnen ausrauben und töten ließ. 

Mor Gribs Hule
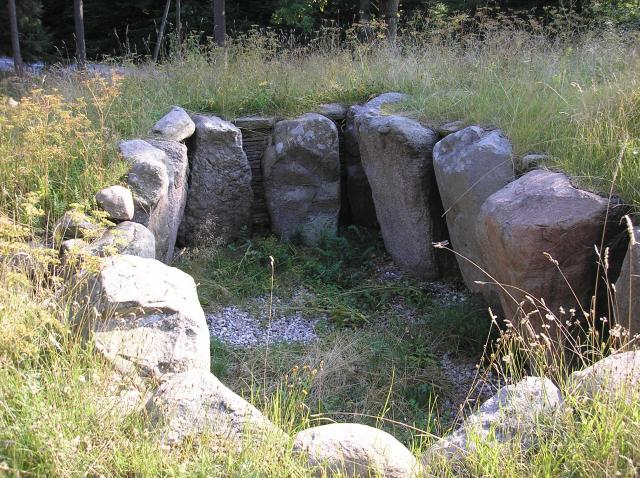
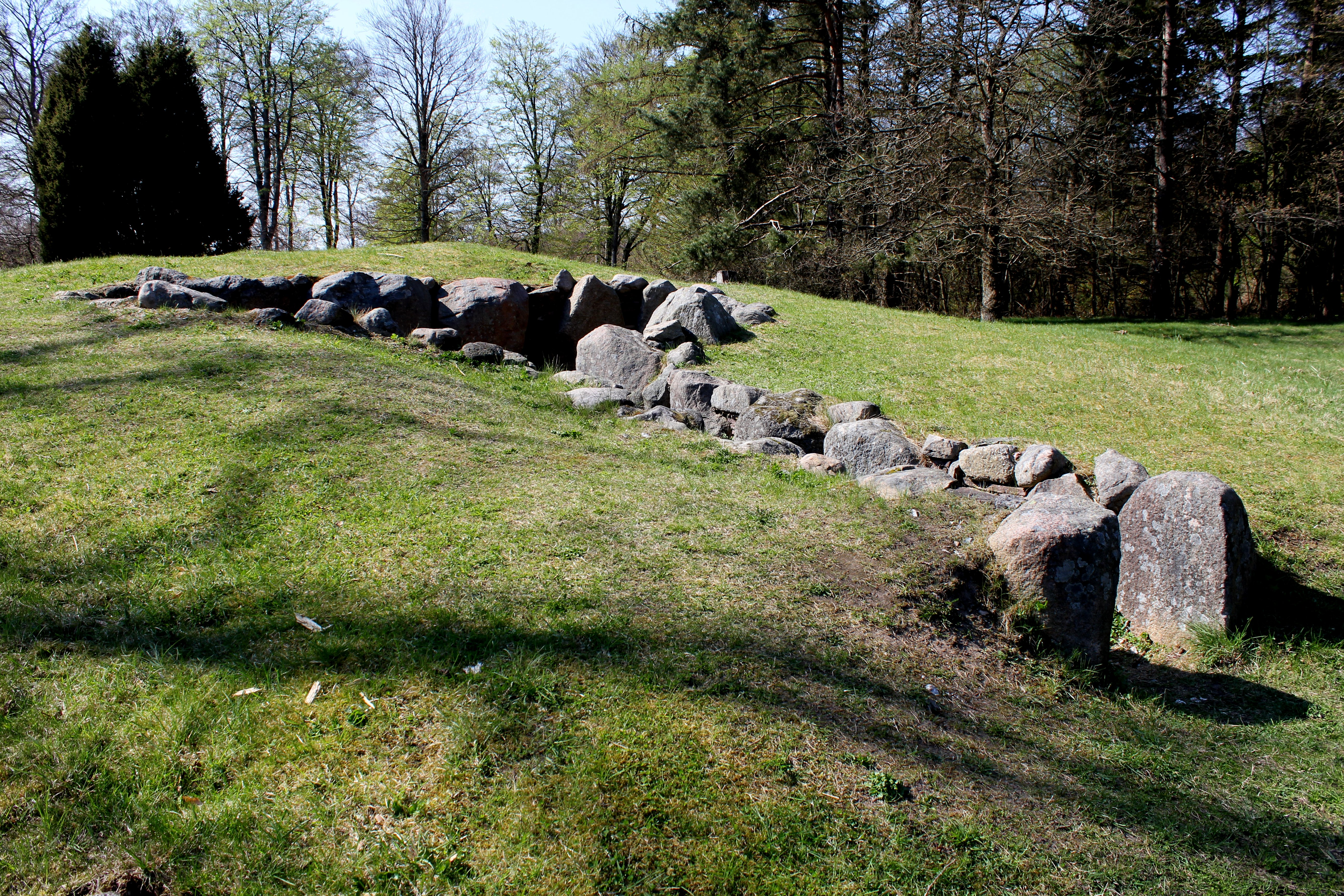
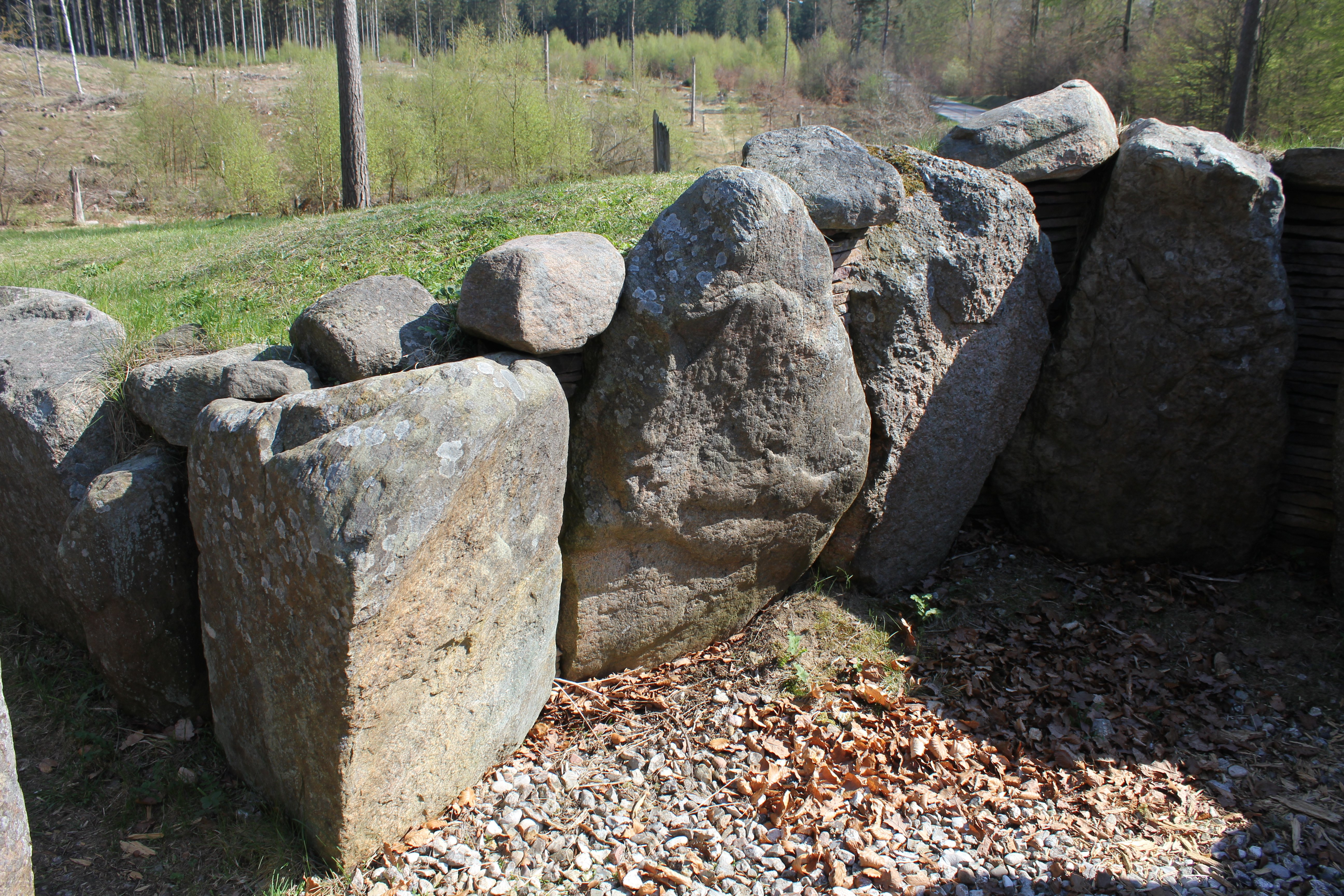
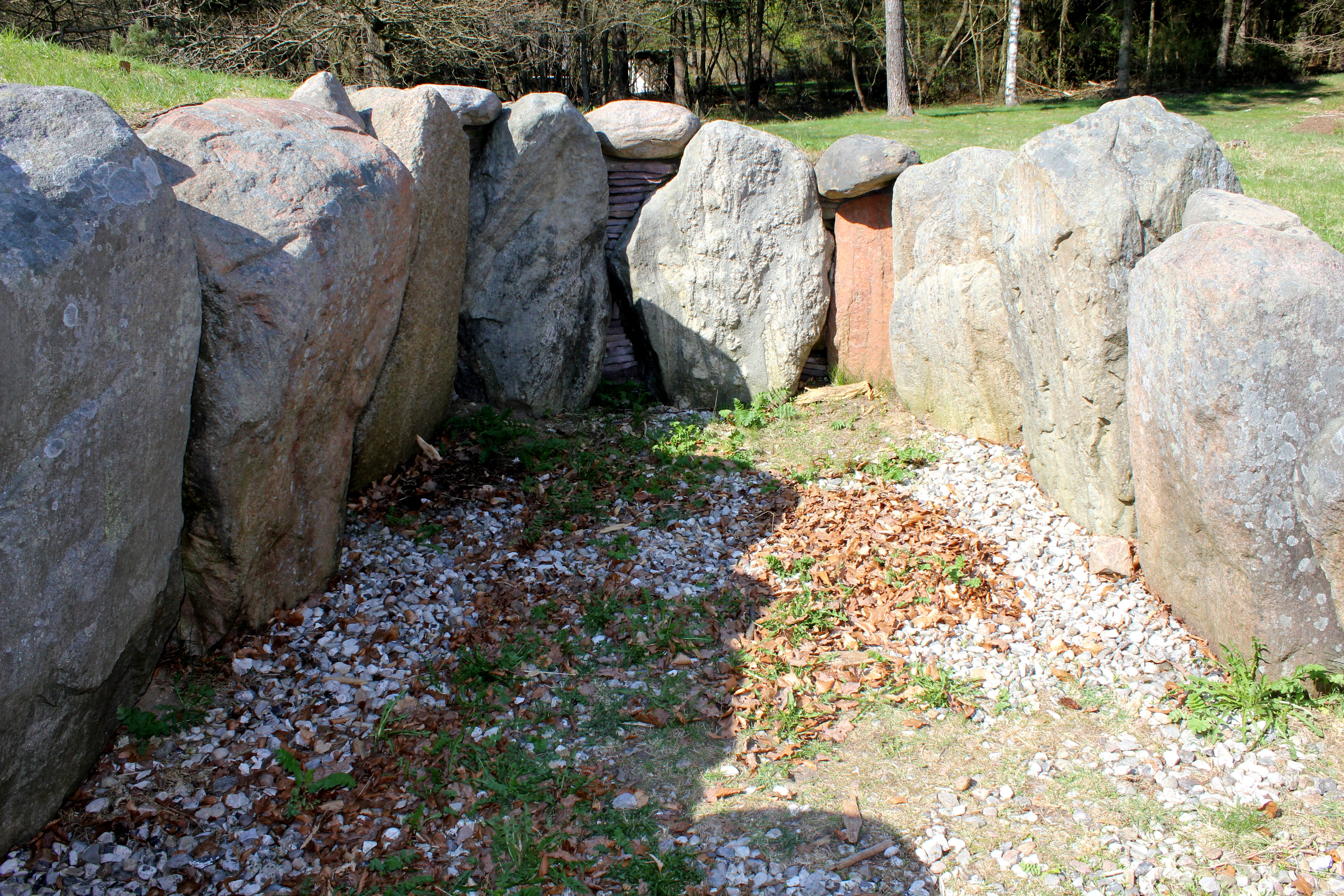

Die Kammer der Anlage liegt in einem randsteinlosen Rundhügel. Sie ist etwa fünf Meter lang und 2,7 m breit und wird von 16 Tragsteinen gefasst, während alle Decksteine fehlen. Der im Osten ansetzende Gang ist etwa 4,5 m lang und am inneren Ende 0,5 m breit. Auch seine Decksteine fehlen, während die 13 Tragsteine komplett erhalten sind und zumeist in situ vorgefunden wurden. Auf der gegenüberliegenden Straßenseite ist ein Waldparkplatz. Die Zwischenmauerwerke sind restauriert und an manchen Stellen sind sie klein, da die Tragsteine mitunter sehr eng stehen. 
Die Ausgrabung zeigte eine gut erhaltene Anlage, deren Boden scheinbar aus einer bis zu 20 cm dicken Schicht aus zerkleinertem Feuerstein bestand. Später zeigte sich, dass dies nicht die Bodenschicht, sondern der Teil einer Füllschicht war. An einer Stelle der Kammer wurden größere Fliesen gefunden, die ein Quartier (dän. Gulvinddelinger) bildeten. Welchen Zweck die Quartiere hatten, ist noch unklar, aber ähnliche Fliesen sind unter anderem in Odder im östlichen Jütland gefunden worden und in Mecklenburg und Schweden sind sie in den Anlagen besonders zahlreich. Die Steine trennten eine Abteilung der Kammer ab und unterscheiden sich von den großen Steinplatten des sonstigen Pflasters, das im Ganggrab gefunden wurde. Aus konservatorischen Gründen liegt das gesamte Pflaster heute unter einer Kiesschicht.
Etwa 140 m entfernt liegt das vier seiner Steine beraubte Megalitgrav im Gribskov 

Megalitgrav im Gribskov
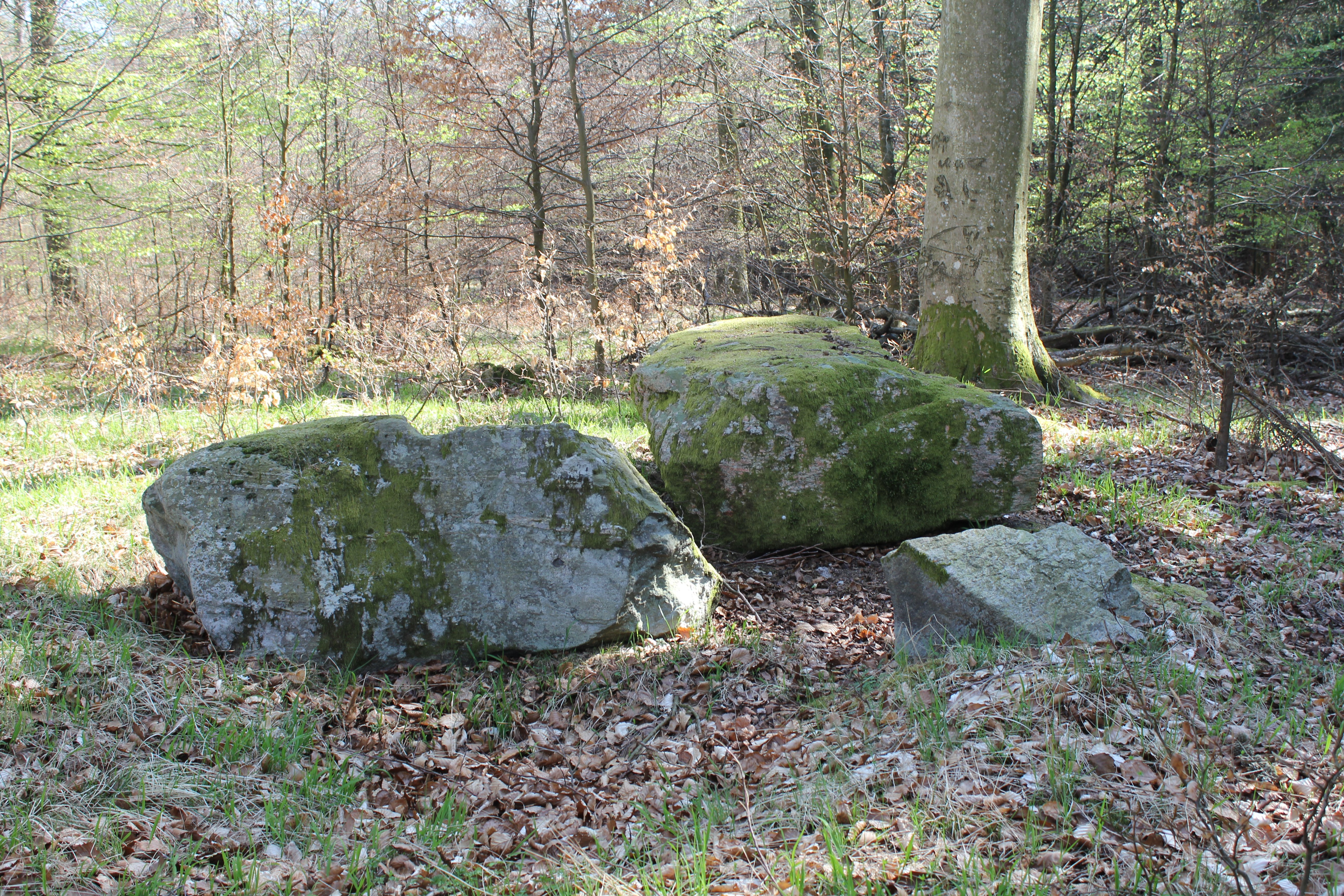
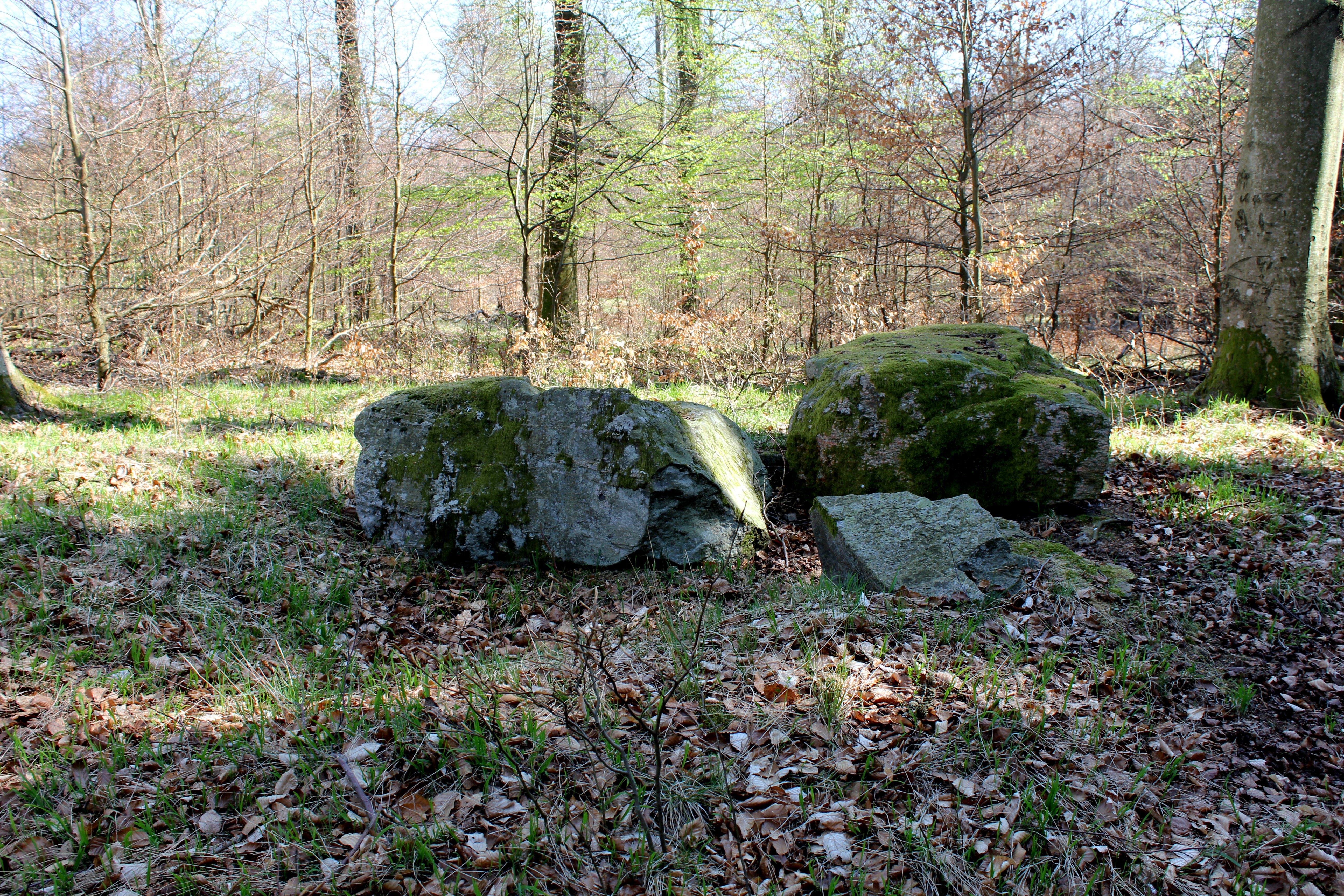
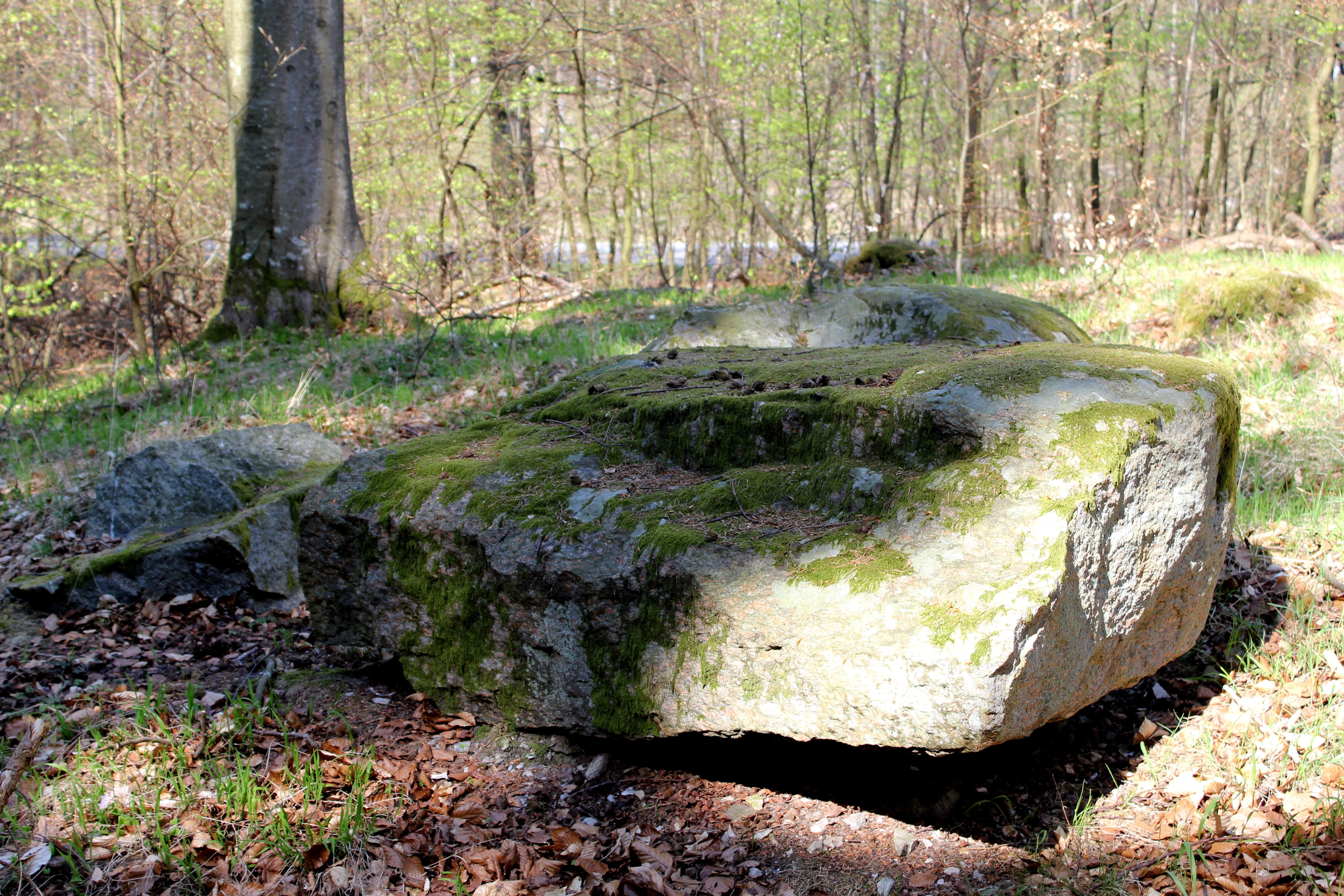
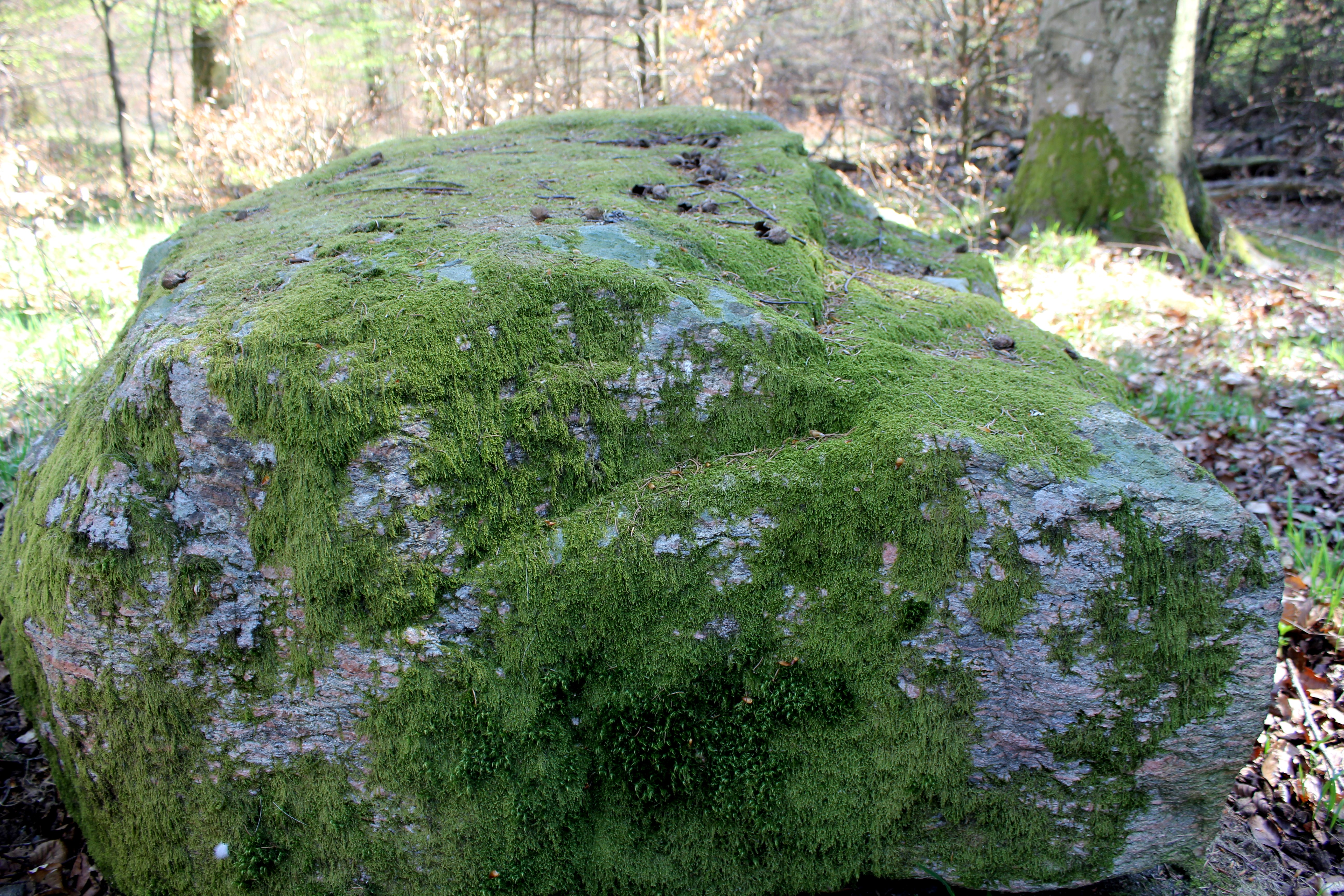